# Lonely the Brave
Lonely the Brave is een Engelse alternatieve-rockband uit Cambridge opgericht in 2008. De band bestaat uit vijf leden en werd beïnvloed door Bruce Springsteen, Pearl Jam en Deftones.

## Geschiedenis
De band trad op in België en Nederland op festivals als Rock Werchter, Pinkpop, Lowlands, Pukkelpop en de Lokerse Feesten, maar ook met eigen concerten en in het voorprogramma van onder andere Biffy Clyro, Kensington en Silverstein.
In 2014 bracht de groep als eerste album The Day's War uit. Twee jaar later, in mei, volgde het tweede album, Things Will Matter.
In 2020 komt de band voor het eerst met nieuwe muziek sinds David Jakes de band heeft verlaten. Single Bound wordt als eerste nummer van het album The Hope List gelost. Het album komt in 2021 uit. 

## Leden
- Jack Bennett (leadzanger)
- Mark Trotter (gitaar, achtergrondzang)
- Gavin Edgeley (drums, achtergrondzang)
- Andrew Bushen (basgitaar)
- Ross Smithwick (gitaar, achtergrondzang)

### Oud-leden
- Joel Mason (gitaar)
- David Jakes (leadzanger)

## Discografie

### Studioalbums
| Jaar | Titel                      | Muzieklabel       | Formaten            |
| ---- | -------------------------- | ----------------- | ------------------- |
| 2014 | The Day's War              | Hassle Records    | cd, cassette        |
| 2016 | Things Will Matter         | Hassle Records    | cd, cassette, vinyl |
| 2017 | Things Will Matter (Redux) | Hassle Records    | cd, cassette, vinyl |
| 2021 | The Hope List              | Easy Life Records |                     |
| 2023 | What We Do To Feel         |                   |                     |

### Singles
| Single                | Jaar | Album              |
| --------------------- | ---- | ------------------ |
| "Backroads"           | 2014 | The Day's War      |
| "Trick of the Light"  | 2014 | The Day's War      |
| "Victory Line"        | 2014 | The Day's War      |
| "The Blue, The Green" | 2014 | The Day's War      |
| "Control"             | 2014 | The Day's War      |
| "Black Mire"          | 2016 | Things Will Matter |
| "Radar"               | 2016 | Things Will Matter |
| "What If You Fall In" | 2016 | Things Will Matter |
| "Rattlesnakes"        | 2016 | Things Will Matter |
| "Dust & Bones"        | 2016 | Things Will Matter |
| "Jaws of Hell"        | 2016 | Things Will Matter |